# Río Komo
El Komo es un río de Guinea Ecuatorial y Gabón. Tiene una longitud de 230 kilómetros.
Nace en Guinea Ecuatorial en la parte suroeste de la meseta Woleu-Ntem. Sin embargo gran parte de su cuenca se encuentra en el territorio de Gabón. El mayor afluente del río Komo es el río Mbei ( M'bei, Mbeya e incluso Mbé). Su curso es perturbado por las barreras geológicas que producen las cascadas como las de Tchimbélé y Kinguélé, en el río Mbei. En este último río, el embalse de Kinguele y el embalse de Tchimbele producen una buena parte de la energía eléctrica que se consume en Libreville, la capital del país.